# Hilara kervillei
Hilara kervillei är en tvåvingeart som beskrevs av Collin 1937. Hilara kervillei ingår i släktet Hilara och familjen dansflugor. Inga underarter finns listade i Catalogue of Life.